# Apposition
En grammaire, le terme « apposition » (du latin appŏsĭtĭo « action d’ajouter ») a des interprétations diverses. Il y a plusieurs constructions syntaxiques comprenant une partie considérée comme telle par divers grammairiens, et aucune de leurs définitions ne couvre la notion dans toutes ces constructions, des facteurs sémantiques et syntaxiques divers y étant impliqués.

## Interprétations de la notion d’apposition
Au sens le plus large, l’apposition est un mot ou un groupe de mots associé à un terme de la phrase, qui désigne la même réalité que ce terme mais d’une autre manière (identité de référence). Le plus souvent, on considère comme apposition une entité disjointe, c’est-à-dire séparée du terme auquel elle est apposée par une pause dans la parole et une virgule à l’écrit, mais il y a aussi des entités conjointes considérées comme des appositions. Les entités appelées appositions sont diverses quant à leur nature. Exemples en français :
- syntagme nominal disjoint directement postposé au terme auquel il est apposé : Ajaccio, chef-lieu de la Corse, est la ville natale de Napoléon[2] ;
- syntagme nominal disjoint et séparé par un ou plusieurs termes du terme auquel il est apposé : Un homme s’approcha, un médecin[4] ;
- syntagme nominal disjoint antéposé : Simple comparse, Dupont ne fut pas inquiété par la police[5] ;
- adjectif disjoint directement postposé ou séparé par un ou plusieurs termes, ou bien antéposé : Ravi, l’enfant mangeait sa pomme dans la cour / L’enfant, ravi, mangeait sa pomme dans la cour / L’enfant mangeait sa pomme dans la cour, ravi[6] ;
- groupe infinitif disjoint  postposé : Il a commis cette faute : pardonner![4] ;
- proposition complétive disjointe introduite par que, postposée : Il caressait cet espoir, que la mauvaise nouvelle était fausse[4] ;
- proposition relative disjointe et postposée : Nos amis ne viendront pas, ce qui me peine[4] ;
- nom conjoint postposé : une girafe mâle[5] ;
- nom conjoint directement antéposé : le professeur Durand ; le mont Pélion[2].
- nom conjoint antéposé en construction indirecte : la ville de Paris[2].

Dans des grammaires d’autres langues :
- (ro) :
  - adjectif substantivé disjoint et postposé : Pajul Cupidon, vicleanul, mult e rău și alintat « Le page Cupidon, le fourbe, est très méchant et gâté » (Mihai Eminescu)[7] ;
  - syntagmes nominaux disjoints du terme auquel ils sont apposés et coordonnés entre eux (apposition multiple) : Răducu, colegul și prietenul lui, participase mai înainte la un concurs de șah « Răducu, son camarade et ami, avait participé auparavant à un concours d’échecs »[8] ;
  - nom complété par une proposition relative, apposé à une proposition : Lucrează încet, fapt care nu-mi convine « Il/Elle travaille lentement, ce qui ne me convient pas » (littéralement « … fait qui… »)[9] ;
- (hu)[10] :
  - adjectif substantivé disjoint et postposé : Vettem csizmát, pirosat « J’ai acheté des bottes, des rouges » ;
  - mot substantivé exprimant une quantité, disjoint et postposé : Egyél almát, kettőt/sokat! « Mange des pommes, deux/beaucoup » ;
  - nom exprimant le possesseur du terme auquel il est apposé, disjoint et postposé : Elkértem a könyvet, Jóskáét « J’ai demandé le livre, celui de Jóska ».

Outre la nature de l’apposition, divers auteurs prennent en compte des termes de natures diverses auxquels on peut ajouter une entité appelée apposition. C’est le plus souvent un nom (voir la plupart des exemples ci-dessus), mais cela peut aussi être une autre entité. Exemples en français :
- un pronom personnel : Lui, médecin, ne peut accepter… ;
- un pronom démonstratif : Celui-là, un bon garçon, sera félicité ;
- un pronom possessif : La mienne, la voiture grise, est garée là-bas ;
- le syntagme d’un infinitif : Tuer un homme, crime irréparable… ;
- une proposition : Si l’on tue un homme, crime irréparable…

### Restrictions de la gamme des entités considérées comme des appositions
Divers grammairiens réduisent la gamme des constructions ci-dessus lorsqu’ils traitent de l’apposition. Pour le français, Mauger 1971, par exemple, en exclut l’adjectif qui, selon lui, peut bien être disjoint, mais en tant qu’épithète. Pour Grevisse et Goosse 2007, « l’apposition est un élément nominal placé dans la dépendance d’un autre élément nominal et qui a avec celui-ci la relation qu’a un attribut avec son sujet, mais sans copule ». Cette grammaire aussi en exclut donc l’adjectif, mais aussi le verbe à l’infinitif et la proposition. Il en est de même en ce qui concerne les grammaires traditionnelles de l’anglais, du roumain ou des langues du BCMS. Exemples d’appositions dans ces grammaires :
- (en) : John Smith, the butcher, came in « John Smith, le boucher, entra »[3] ;

The novelist Joseph Conrad couldn't speak English until he was 47 « Le romancier Joseph Conrad ne parlait pas anglais avant l’âge de 47 ans »
- (ro) : Te-a căutat Ion, portarul « Il y a Ion, le concierge qui t’a cherché »[9] ;

Om prudent, Busuioc trăgea cu coada ochiului într-acolo « Homme prudent, Busuioc regardait du coin de l’œil vers là-bas » (Liviu Rebreanu) ;
Fluviul Dunărea este cel mai mare din Europa « Le fleuve du Danube est le plus long d’Europe » ;
- BCMS : (cnr) : Ovo je Petar, komšija « C’est Petar, un/le voisin »[13],[14] ;

(hr) : Nedaleko od kuće primijetili su psa skitnicu « Non loin de la maison, ils ont remarqué un chien vagabond » ;
(sr) : na reci Dunavu « sur le fleuve du Danube ».
Toutes les entités que les grammaires du hongrois considèrent comme des appositions sont disjointes et postposées, sans prendre en compte les infinitifs et les propositions. Ce qui dans d’autres grammaires est une apposition conjointe est, selon elles, un complément du nom ou du pronom : Pista bátyám « mon frère aîné Pista ». Par contre, elles incluent parmi les appositions les adjectifs disjoints qui sont, il est vrai, substantivés dans cette situation : A lejtőket, a havasakat még nem süti elég melegen a nap « Les pentes, les neigeuses, ne sont pas encore assez chaudement ensoleillées ».

## Statut grammatical de l’apposition
Les grammairiens sont en général d’accord pour affirmer que l’apposition a pour trait principal l’identité de référence avec le terme auquel elle est associée,,,,. Certains y ajoutent ou mentionnent seulement l’équivalence syntaxique avec ce terme,. Selon certains auteurs, l’un des critères de définition de la construction appositive est sa transformabilité en construction sujet + copule + attribut,.
Comme il n’y a pas d’unité de points de vue sur la définition de l’apposition, il n’y en a pas non plus sur la question si l’apposition est ou non une fonction syntaxique et, dans ce dernier cas, si elle est un type d’épithète ou de complément du nom/pronom, ou bien si elle est une fonction syntaxique à part.

### L’apposition vue sans fonction syntaxique
Selon certains auteurs, l’apposition n’est pas une fonction grammaticale, l’entité mise en apposition n’ayant pas par elle-même de fonction syntaxique. La preuve en serait qu’un syntagme nominal peut être apposé :
- au sujet : M. Dupont, le professeur, a les cheveux frisés ;
- à l’attribut : Je le vois gentil, plein de prévenances ;
- à un complément d’objet direct : J’aperçois la « ville », espèce de gros village aux rues tortueuses ;
- à un complément du nom/pronom : Je revois la coiffe de ma grand-mère, une vieille femme ridée ;
- à un mot mis en apostrophe : Vous, Duval, le génie de la classe, répondez.

Cet argument est présent chez d’autres auteurs aussi, même de ceux qui ne nient pas à l’apposition une fonction syntaxique.
Exemples en anglais :
- sujet : Joseph Conrad, the famous English novelist, couldn't speak English until he was 47 « Joseph Conrad, le fameux romancier anglais, ne parla pas anglais avant l’âge de 47 ans ;
- attribut : The man is a fool, a complete idiot « Cet homme est un fou, un idiot accompli » ;
- COD : Everyone visits the White House, the home of the President « Tout le monde visite la Maison blanche, la résidence du Président » ;
- complément circonstanciel de lieu : The place is miles away, much too far to walk « Cet endroit est à plusieurs milles d’ici, beaucoup trop loin pour y aller à pied ».

En roumain :
- sujet : Noul venit, chiar prietenul său, n-a fost de aceeași părere « Le nouveau venu, justement son ami, n’était pas du même avis » ;
- attribut : El pare abătut, mai precis supărat « Il semble abattu, plus exactement, fâché » ;
- COD : Îmi aleg unul, pe acesta « Je m’en choisis un, celui-ci » ;
- complément d’objet indirect : I-am trimis colegului, adică lui Nicu, toate cărțile « J’ai evoyé tous les livres à notre collègue, c’est-à-dire à Nicu » ;
- complément circonstanciel de temps : Se prezintă joi, adică de azi în trei zile « Il/Elle se présente jeudi, c’est-à-dire dans trois jours » ;

En hongrois :
- sujet : Zsófi, (azaz/vagyis) a lányom hegedülni tanul « Zsófi, (c’est-à-dire) ma fille, apprend le violon » ;
- attribut : Ez a fiú Károly, (azaz) a sógorom « Ce garçon est Károly, (à savoir) mon beau-frère » ;
- COD : Már rég nem láttam Ádámot, (vagyis) az unokaöcsémet « Il y a longtemps que je n’ai pas vu Ádám, (je veux dire) mon cousin » ;
- complément circonstanciel d’accompagnement : Lillával, (vagyis) a húgom kislányával mentünk moziba « Je suis allé(e) au cinéma avec Lilla, (à savoir) la fillette de ma sœur cadette ».

Dans Nagy 1980, une grammaire du hongrois, l’apposition ne figure pas dans le chapitre de la syntaxe. On y considère qu’elle est en dehors de la proposition, étant une construction elliptique, consistant en le terme subordonné à un terme répété. D’une phrase complexe comme Tél volt, kemény tél volt « C’était l’hiver, c’était un hiver rigoureux », la partie redondante est éliminée et il en reste l’adjectif kemény « rigoureux » en tant qu’apposition : Tél volt, kemény « C’était l’hiver, un rigoureux ».

### L’apposition vue comme un élément subordonné à part
Ce statut est attribué à l’apposition par Grevisse et Goosse 2007, par exemple, ainsi que par les grammaires du BCMS mentionnées dans cet article.
Dans le cas de l’apposition conjointe, il y a des divergences quant à considérer lequel des termes de la construction est en fait l’apposition. Pour certains, c’est toujours le second, par exemple pour Mauger 1971. Ainsi, dans le syntagme le mois de juin, l’apposition serait de juin, et dans le roi René – René. De même pour les grammaires du roumain : dans fluviul Dunărea « le fleuve du Danube », l’apposition serait Dunărea. Par contre, selon Grevisse et Goosse 2007, l’apposition est parfois le second terme (ex. une girafe mâle), mais d’autres fois le premier : le mois dans le syntagme le mois de mai, le poète dans la phrase J’ai rencontré le poète Hugo. Son interprétation découle de la définition que cette grammaire donne à l’apposition, considérant que celle-ci provient d’une phrase où poète est le noyau de l’attribut, résultat d’une transformation de la suite de phrases J’ai rencontré Hugo. Hugo est un poète.
Les grammaires BCMS ont le même point de vue que Grevisse et Goosse 2007 de l’apposition antéposée à un nom propre, pour exprimer ce qu’est quelqu’un ou quelque chose : gospodin Galović « monsieur Galović », Komšija ima kuću u gradu Zagrebu « Le voisin a une maison dans la ville de Zagreb », restoran „Proleće“ « le restaurant Le Printemps ».
Dans des grammaires du hongrois, seul un certain type d’apposition est considéré comme un élément subordonné à part, celui qu’on y appelle apposition d’identification, ex. Pistát, a fiamat ellenfélnek tekintették « Ils considéraient Pista, mon fils, comme un adversaire ».

### L’apposition vue comme un type d’épithète ou de complément du nom/pronom
Dans certaines grammaires traditionnelles, tous les types d’appositions exprimées par un nom ou un substitut de nom (pronom, numéral, adjectif qualificatif ou relationnel substantivés) sont considérées comme un type d’une fonction syntaxique qui réunit l’épithète et le complément du nom ou du pronom.
Dans les grammaires du roumain, par exemple, où c’est cette fonction syntaxique qui est prise en compte, l’apposition est considérée comme un type de cette fonction exprimée par :
- un nom : Unul dintre colegi, Ovidiu, nu a răspuns la apel « L’un des collègues, Ovidiu, n’a pas répondu à l’appel » [8], Moș Vasile era un cărpănos [...] « Le père Vasile était un avare […] » (Ion Creangă)[7] ;
- un pronom : Portarul, altul, l-a salutat « Le concierge, un autre, l’a salué »[9] ;
- un numéral à valeur pronominale : Ceilalți doi prieteni negustori, al cincilea și al șaselea, se mulțumiră să încuviințeze […] « Les deux autres marchands, le cinquième et le sixième, se contentèrent d’approuver […] (Mihail Sadoveanu)[7] ;
- un autre adjectif qualificatif ou relationnel substantivé : Pajul Cupidon, vicleanul, mult e rău și alintat « Le page Cupidon, le fourbe, est très méchant et gâté »[7].

Dans des grammaires du hongrois, où l’épithète et le complément du nom/pronom sont également réunis en une seule fonction syntaxique, on trouve le même traitement de l’apposition. On y établit les différences entre l’épithète et le complément du nom/pronom, d’un côté, et l’apposition, de l’autre : cette dernière est postposée au terme déterminé, en reçoit la désinence (éventuellement la postposition), en est disjointe et peut constituer avec ce terme une construction sujet + copule + attribut. On y distingue deux types d’apposition :
- l’un comprenant celui exprimé par un adjectif substantivé (Vegyél kenyeret, frisset! « Achète du pain, du frais »), transformable en épithète, et celui exprimant un possesseur (Megérkezett a levél, a barátomé « La lettre, celle de mon ami, est arrivée »), transformable en complément du nom/pronom ;
- l’autre, appelé d’identification, transformable seulement en attribut : Én, beteg ember, csupán csak várok « Moi, homme malade, je ne fais qu’attendre » (Endre Ady)[20].

Dans des grammaires du hongrois plus récentes, seul le premier type ci-dessus est rangé parmi les épithètes et les compléments du nom/pronom,.

### L’apposition vue comme une entité à statut grammatical intermédiaire
Selon certains grammairiens, la construction appositive d’identification est une construction à coordination. En effet, les deux ont des traits communs :
- Les termes de la construction appositive sont interchangeables.
- N’importe lequel des termes peut être éliminé.
- Entre les deux termes on peut inclure des expressions telles c’est-à-dire, à savoir, plus exactement.
- Les deux termes ont le même statut syntaxique par rapport à un terme tiers, mais l’éventuelle identité des morphèmes de ce rapport n’est pas due à l’accord, qui est caractéristique entre un terme subordonné et son terme régissant. Une telle identité peut être celle en cas grammatical, du moins dans certaines langues (voir la section suivante).

Cependant, la construction appositive présente aussi des traits différents de ceux de la construction à coordination :
- Les termes de la construction appositive peuvent être mis en rapport sujet + copule + attribut, ce qui n’est pas une caractéristique générale de la construction à coordination.
- Dans la construction appositive il y a un rapport direct non seulement entre ses termes et leur référent, mais aussi entre les termes. C’est pourquoi, leur identité de nombre, par exemple, est un phénomène d’accord.

En analysant les caractéristiques de la construction appositive, Balogh 1999 arrive à la conclusion qu’elle peut être considérée comme une construction intermédiaire entre les constructions à coordination et celles à subordination.

## Spécificités morphosyntaxiques de l’apposition en quelques langues
Dans certaines langues à déclinaison, les termes de la construction appositive exprimés par des noms ou des substituts de noms sont d’ordinaire aux mêmes cas et nombre. Dans les langues qui connaissent la catégorie grammaticale du genre, ils peuvent ou non être au même genre aussi.
Exemples en BCMS :
- (hr) : Glavni grad Hrvata leži kao što je poznato na rijeci Savi « La capitale des Croates se trouve, comme on le sait, sur la rivière Save » (les deux termes au cas locatif)[15] ;
- (cnr) : Javi se Petru, komšiji koji prodaje kuću « Adresse-toi à Petar, le voisin qui vend la maison » (au datif)[13] ;
- (sr) : s doktorom Simićem « avec le docteur Simić » (à l’instrumental)[16].

En hongrois, l’apposition exprimée par un adjectif substantivé est toujours au même cas que le terme auquel il est associé. L’apposition exprimée par un nom ou un pronom est au même cas pour les fonctions de sujet, de COD, de COI d’attribution et de CC d’accompagnement/d’instrument, mais peut être à un cas différent pour les fonctions qui s’expriment par plusieurs désinences, tel le CC de lieu. Exemples :
A szerelmemet, az elsőt nem felejtem el « Mon amour, le premier, je ne l’oublie pas » (COD, à l’accusatif) ;
Pistának, a barátomnak « à Pista, mon ami » (COI d’attribution, au datif) ;
Lillával, a húgom kislányával mentünk moziba « Je suis allé(e) au cinéma avec Lilla, la fillette de ma sœur cadette » (CC d’accompagnement, à l’instrumental) ;
Az iskolában, (azaz) a tanáriban érdeklődtünk a tanévkezdésről « C’est à l’école, (plus exactement) dans la salle des professeurs que nous nous sommes renseigné(e)s sur le début de l’année scolaire » (CC de lieu, les deux à l’inessif) ;
egy másik helyen, a mellvéd árnyékában « à un autre endroit, à l’ombre du parapet » (CC de lieu, le premier au superessif, le second à l’inessif).
En roumain actuel, une langue à déclinaison relativement réduite, l’apposition est toujours au nominatif, le terme auquel elle est associée pouvant être à un autre cas : I-am scris Floricăi, sora mea « J’ai écrit à Florica, ma sœur » (datif + nominatif).

## Sources bibliographiques
- (ro) Avram, Mioara, Gramatica pentru toți [« Grammaire pour tous »], Bucarest, Humanitas, 1997  (ISBN 973-28-0769-5)
- (hu) Balogh, Dezső ; Gálffy, Mózes ; J. Nagy, Mária, A mai magyar nyelv kézikönyve [« Guide du hongrois d’aujourd’hui »], Bucarest, Kriterion, 1971
- (hu) Balogh, Judit, « A jelző és az értelmező » [« L’épithète/complément du (pro)nom et l’apposition »], Magyar Nyelvőr, nr. 2, 1999, p. 191-207 (consulté le 30 septembre 2018)
- (ro) Bărbuță, Ion et alii, Gramatica uzuală a limbii române [« Grammaire usuelle du roumain »], Chișinău, Litera, 2000  (ISBN 9975-74-295-5) (consulté le 30 septembre 2018)
- (cnr) Čirgić, Adnan ; Pranjković, Ivo ; Silić, Josip, Gramatika crnogorskoga jezika [« Grammaire du monténégrin »], Podgorica, Ministère de l’Enseignement et des Sciences du Monténégro, 2010  (ISBN 978-9940-9052-6-2) (consulté le 30 septembre 2018)
- (ro) Constantinescu-Dobridor, Gheorghe, Dicționar de termeni lingvistici [« Dictionnaire de termes linguistiques »], Bucarest, Teora, 1998 ; en ligne : Dexonline (DTL) (consulté le 30 septembre 2018)
- (en) Crystal, David, A Dictionary of Linguistics and Phonetics [« Dictionnaire de linguistique et de phonétique »], 4e édition, Blackwell Publishing, 200 8  (ISBN 978-1-4051-5296-9) (consulté le 21 mars 2023)
- Dubois, Jean et al.,Dictionnaire de linguistique, Paris, Larousse-Bordas/VUEF, 2002 (consulté le 21 mars 2023)
- (en) Eastwood, John, Oxford Guide to English Grammar [« Guide Oxford de la grammaire anglaise »], Oxford, Oxford University Press, 1994  (ISBN 0-19-431351-4) (consulté le 30 septembre 2018) (consulté le 21 mars 2023)
- Gaffiot, Félix, Dictionnaire latin–français, Paris, Hachette, 1934 (consulté le 30 septembre 2018)
- La grammaire pour tous, Bescherelle 3, Paris, Hatier, 1990,  (ISBN 2-218-02471-3)
- Maurice Grevisse et André Goosse, Le Bon Usage : grammaire française, Bruxelles, De Boeck Université, 2007, 14e éd., 1584 p. (ISBN 978-2-8011-1404-9, lire en ligne [PDF])
- (hu) Kálmánné Bors, Irén et A. Jászó, Anna, « Az egyszerű mondat » [« La phrase simple »], A. Jászó, Anna (dir.), A magyar nyelv könyve [« Le livre de la langue hongroise »], 8e édition, Budapest, Trezor, 2007  (ISBN 978-963-8144-19-5), p. 345-436 (consulté le 30 septembre 2018)
- (sr) Klajn, Ivan, Gramatika srpskog jezika [« Grammaire de la langue serbe »], Belgrade, Zavod za udžbenike i nastavna sredstva, 2005  (ISBN 86-17-13188-8) (consulté le 21 mars 2023)
- Mauger, Gaston, Grammaire pratique du français d’aujourd’hui, 4e édition, Paris, Hachette, 1971
- (hu) Nagy, Kálmán, Kis magyar nyelvtankönyv [« Petite grammaire du hongrois »], Bucarest, Kriterion, 1980
- (hu) P. Lakatos, Ilona (dir.), Grammatikai gyakorlókönyv (mintaelemzésekkel és segédanyagokkal) [« Exercices de grammaire avec des modèles d’analyse et des matériaux auxiliaires »], Budapest, Bölcsész Konzorcium, 2006  (ISBN 963-9704-28-8) (consulté le 30 septembre 2018)
- Szende, Thomas et Kassai, Georges, Grammaire fondamentale du hongrois, Paris, Langues et mondes – l'Asiathèque, 2001,  (ISBN 2-911053-61-3)